# تام‌الاختیار
نماینده تام‌الاختیار (انگلیسی: plenipotentiary) معانی مختلفی دارد، اما در عنوان به کسی گفته می‌شود که از «اختیار کاملی» برخوردار است. به‌طور ویژه، این اصطلاح معمولاً به دیپلماتی گفته می‌شود که به نمایندگی از یک دولت دارای اختیارات کامل برای تصدی مثلاً عنوان سفیراست. به عنوان صفت درنظر بگیریم در خصوص یک دستورالعمل یا تکالیف یا غیرو تام‌الاختیار است - یعنی اعطای اختیار کامل.

## دیپلمات‌ها
قبل از دوران سرعت در ارتباطات و نقل و انتقال سریع که اساساً ارتباط تا اواسط قرن ۱۹ توسط تلگراف و سپس رادیو انجام می‌شد، اختیاراتی که برای ماموریت‌های دیپلماتیک اعطا می‌شد شامل اختیارات کامل بود و نماینده دولت، نماینده تام‌الاختیار در مذاکرات با کشور میزبان بود. به‌طور متعارف، هرگونه پیش‌نویس یا توافقی که با نماینده تام‌الاختیار منعقد می‌شد، منطبق با سیاست بود و توسط دولت متبوع به رسمیت شناخته می‌شد. از آن پس عنوان سفیر تام‌الاختیار مصطلح شد.

## حاکمیت
خارج از اجازه‌های دیپلماتیک، به برخی از مدیران اختیارات تام داده می‌شد. دولتهای مرکزی گاهی اوقات اعطای قدرت را (بطور رسمی یا حقوقی) به والیان سرزمین اعطاء می‌کردند. این امر به احتمال زیاد در شرایط بعد مسافت و دوری از سرزمین اتفاق می‌افتاد، که در نتیجه حفظ و اجرای سیاست‌ها، قوانین و ابتکارات را برای دولت مرکزی غیرممکن می‌ساخت.
حتی در دوران مدرن، عنوان تام‌الاختیار بعضی اوقات باعث زنده کردن می‌شود، به عنوان مثال برای مدیران مجری پروتکل‌ها یا در موارد حاکمیت غیرمستقیم. به نمونه‌هایی از نمایندگان تام‌الاختیار اشاره می‌شود.

### دوران استعمار
- در سالهای ۱۸۷۹–۱۸۸۴، کاوشگر هنری مورتون استنلی (درگذشته ۱۸۴۱ - د. ۱۹۰۴) به عنوان نماینده تام‌الاختیار کمیته مطالعات کنگو فوقانی (CEHC) معرفی شد این عنوان در ۱۸۸۲، به انجمن بین‌المللی کنگو تغییر نام یافت. [AIC]، این جبهه ای برای جاه طلبی‌های پادشاه بلژیک لئوپولد دوم (بلژیک) در آفریقای استوایی بود، که توسط دولت بلژیک پشتیبانی نمی‌شد.

### قبل از جنگ جهانی دوم اروپا
- پس از سرکوب انقلاب ۱۸۴۸ مجارستان، رهبر ارتش اتریش جولیوس جاکوب فون هاینائو به منظور اجرای قانون نظامی در مجارستان به عنوان نماینده تام‌الاختیار اتریش منصوب شد.

### آلمان نازی
- در اسلواکی، ژوئیه ۱۹۳۹–۴ آوریل ۱۹۴۵، سه نماینده وزیران قدرتمند آلمانی (به سبک دیپلماتیک قدیم) به‌طور رسمی رایش را در دولت دست نشانده فاشیست (یوزف تیسو) (۱۴ مارس ۱۹۳۹–۳ آوریل ۱۹۴۵) نمایندگی می‌کردند؛ وزیران پیشین چکسلواکی در امور اسلواکی (۶ اکتبر - ۲۸ نوامبر ۱۹۳۸) و از سال ۱۹۴۲ فورهر یک ناسیونالیست راست افراطی را پیشوا آلمان نازی به عنوان رهبر ودکا خودگردان معرفی کرد.

### در آفریقا
هنگامی که امپراتور اتیوپی، بانو زائودیتو، تاج و تخت را تصاحب کرد، از خانواده‌اش تافاری ماکونن ولدمیکائل را به عنوان ولیعهد خود نصب کرد. از آنجا که ولیعهد حاکم بعدی کشور شد، عنوان خانوادگی را برای ارائه خود ناکافی دانست. در نتیجه زائودیتو مقام بعدی قدرت یا عنوان نماینده تام‌الاختیار را به او اعطا کرد. به موجب آن، او به عنوان قدرتمندترین مرد اتیوپی سلطنت کرد، تا اینکه به او عنوان دیگری، به معنی پادشاه زیر امپراتور داده شد. او این عنوان جدید را تا قبل از درگذشت زائودیتو با خود داشت و سپس حق خود دانست که نام امپراتوری را به هایله سلاسی تغییر دهد.

### از سال ۱۹۴۵

#### آفریقای جنوبی
ممکن است برای انجام هر تغییر جدیدی برگزاری رفراندوم میسر نباشد، بنابراین وزیران در سال ۱۹۹۲ پیشاپیش برای برگزاری رفراندوم مبادرت کردند و رفراندوم آپارتاید آفریقای جنوبی با آرای مردم برای کسب قدرت برگزار گردید. قبل از همه‌پرسی، رئیس‌جمهور دکلرک اصلاحات گسترده‌ای را انجام داده بود، به عنوان مثال حذف قانون مناطق گروهی. با این حال، حق وی برای مذاکره در مورد این اصلاحات توسط طرفهای دیگر مورد سؤال قرار گرفت. حزب محافظه‌کار آندری ترورنیخت در برابر حزب ملی به‌طور ناخواسته در انتخابات ۱۹۹۲ شکست خورد. با توجه به سیستم سخت حقوقی آن زمان دولت آپارتاید در آفریقای جنوبی، آقای دکلرک لازم بود بسیاری از لوایح قبلی را باطل کند. در نتیجه با ساختن یک سری از همه‌پرسی‌های غیر عملی را به عنوان یک راه حل عملی برای بن‌بست سیاسی برگزید، درنتیجه آقای د کلرک در ۱۷ مارس ۱۹۹۲ همه‌پرسی را برگزار کرد تا از برگزیدگان سفیدپوست آفریقای جنوبی بخواهد تا قدرت تام‌الاختیار را به او بدهند.